# 新圖書館 (阿爾梅勒)
新圖書館（荷蘭語：De nieuwe bibliotheek）是荷蘭弗萊福蘭省阿爾梅勒的公共圖書館，擁有四座分館，為超過200,000名居民提供服務，其中32%的居民上擁有圖書館會員資格。

## 館藏
館藏約有311,000件。除了書籍、CD和DVD外，圖書館亦有聲書、電腦遊戲、閱讀輔助工具、電子書和電子閱讀器。許多國內和國際報紙和雜誌也可以借閱或瀏覽。

## 外部連結
- De nieuwe bibliotheek （页面存档备份，存于）